# Élie d'Enna
Élie d'Enna, alias Giovanni Rachiti (Ἰωάννης Ῥαχίτης), Enna, 822 ou 823 — Thessalonique le 17 août 903, est un moine basilien et ascète fondateur d'un monastère dont il devient l'abbé ou l'higoumène. Il est vénéré comme saint par l'Église catholique et l'Église orthodoxe orientale. Il est également connu comme saint Élie le Jeune (ou le Nouveau, voire Junior), ou le Sicilien, pour le distinguer de son contemporain Élie le Spéléote (it) et du prophète biblique Élie. Il est fêté le 17 août.  

## Biographie
L'invasion arabe de la Sicile contraint Giovanni d'abandonner sa ville de naissance lors d'une offensive des Aghlabides en 839 avant sa conquête en 859. Il est alors vendu comme esclave  en Afrique. Après avoir réussi à se libérer, il décide de prêcher l'Évangile, n'hésitant pas à prendre des risques et à mettre plusieurs fois sa vie en péril. Durant près de quarante ans, il parcourt le royaume des Aghlabides et l'Afrique du Nord en direction de l'Est.  
Puis il parvient en Terre sainte en avril 878, où il reçoit l'habit monastique des propres mains du patriarche de Jérusalem Élie III qui le baptise du même nom. Après trois ans dans un monastère du Sinaï, Frère Élie entreprend une série de voyages, se rendant d'abord à Alexandrie en Égypte puis en Perse et à Antioche. Une clairvoyance lui fait percevoir le lieu où il établira plus tard son monastère accompagnée de la consigne « Retourne dans ta patrie et prépare-toi pour l'arène de l'ascétisme ». Durant son trajet, il convertit à nouveau d'autres Sarrazins. 
Il revient sur son île natale après que les Arabes aient conquis Syracuse en 878 qu’ils convoitaient depuis longtemps. Il retrouve sa mère âgée à Palerme, et à Taormine, après s'être rendu sur la tombe de saint Pancrace, il fait la rencontre de Daniel qui devient son disciple. 
Ensemble, ils se rendent en Calabre vers le Nord. À Reggio, il prédit la victoire de l'armée byzantine proposant à la population de se tourner vers Dieu pour être épargné au lieu de fuir. Suivront bon nombre d'annonces de ce genre signalant ses capacités de prescience reconnues dès ses huit ans, et de propagateur de la foi dont il va témoigner toute sa vie. En 884, il fonde le monastère dont il avait été averti dans la vallée de la Saline (vallis Salinarum) à proximité de Seminara au pied du mont Aulinas (aujourd'hui mont Saint Élie de la ville de Palmi). De même, le monastère de la Saline prendra plus tard son nom. Bientôt les premiers disciples arrivent, dont le moine Saba, pour former la première communauté puis d'autres attirés par ses qualités de cénobiarque, dont la maîtrise va être respectée et suivie par plusieurs personnalités du monachisme grec de la région.      
Menacé par les raids sarrasins, il est contraint de s'éloigner, d'abord loin à Patras en Grèce, puis à proximité à Santa Cristina d'Aspromonte. Il en profite pour se rendre en pèlerinage à Rome où il rencontre le pape Étienne V. À partir de son retour, sans doute remercié pour son zèle missionnaire et sa dévotion, son monastère va attirer de plus en plus de moines et devenir important au point d’être baptisé "l'impérial" (900-901). La réputation d’Élie parvient même jusqu'à Constantinople où l'empereur byzantin Léon VI le Sage (866-912) lui octroie des dons et un appui financier. Puis il l'invite à venir le rencontrer, peut-être en partie pour le soigner de la lèpre (version latine de la Vita d'Élie). 
Ses quatre-vingt ans et quelques douleurs ne l’arrêtent pas, et il accepte de se déplacer une nouvelle fois. Cependant son voyage s'arrête à Thessalonique. En définitive, saint Élie vit sa naissance au ciel (dies natalis) le 17 août 903 aux côtés de son fidèle ami et compagnon, le moine Daniel, à qui il demande d'être enterré dans l'église de son monastère, auquel viendra s’adjoindre un peu plus d’un siècle et demi plus tard le nom de saint Philarète de Calabre qui s’y établira.

## Postérité du monastère des saints Élie le Jeune et Philarète
À l'époque normande, le monastère impérial Saint Élie est attribué par Robert Guiscard à l'abbaye bénédictine Sainte Marie, dans la vallée de Nicastro (en 1062). Dix ans plus tard, avec Philalètre, il continue d'être un lieu de culte important, la destination de nombreux pèlerins désireux de vénérer les reliques miraculeuses des deux saints et cherchant la guérison de leurs maux. C'est aussi un centre culturel qui possède l'une des bibliothèques les plus riches de la région dans laquelle sont conservés d'importants textes liturgiques et des œuvres notables de la littérature profane. 
Après avoir été l'un des principaux centres de la foi et de la culture orthodoxes, le monastère devient le siège du premier Chapitre général de la Congrégation basilienne d'Italie en 1579. L'Église romaine profite de la congrégation pour latiniser les monastères grecs du Sud, favorisant, de fait, la disparition du rite orthodoxe du sud de l'Italie. 
Au XVIIe siècle, il perd en importance. Un tremblement de terre en 1693 détruit une grande partie du couvent et les moines sont contraints de déménager dans un bâtiment en dehors de la ville de Seminara. Un nouveau tremblement de terre en 1783, qui secoue de nombreuses régions du sud de la Calabre, le détériore encore davantage. Le gouvernement de Ferdinand IV décide alors de le supprimer comme d’autres pour couvrir les frais des démolitions sismiques, signant ainsi la fin officielle du monastère qui existait depuis neuf siècles. 
Après une longue  période d'oubli, le monastère a rouvert en 2005, toujours sous le nom de monastère des Saints Élie et Philarète mais devenant féminin sous la juridiction de l'archidiocèse orthodoxe d'Italie et de Malte, et du patriarcat œcuménique de Constantinople.

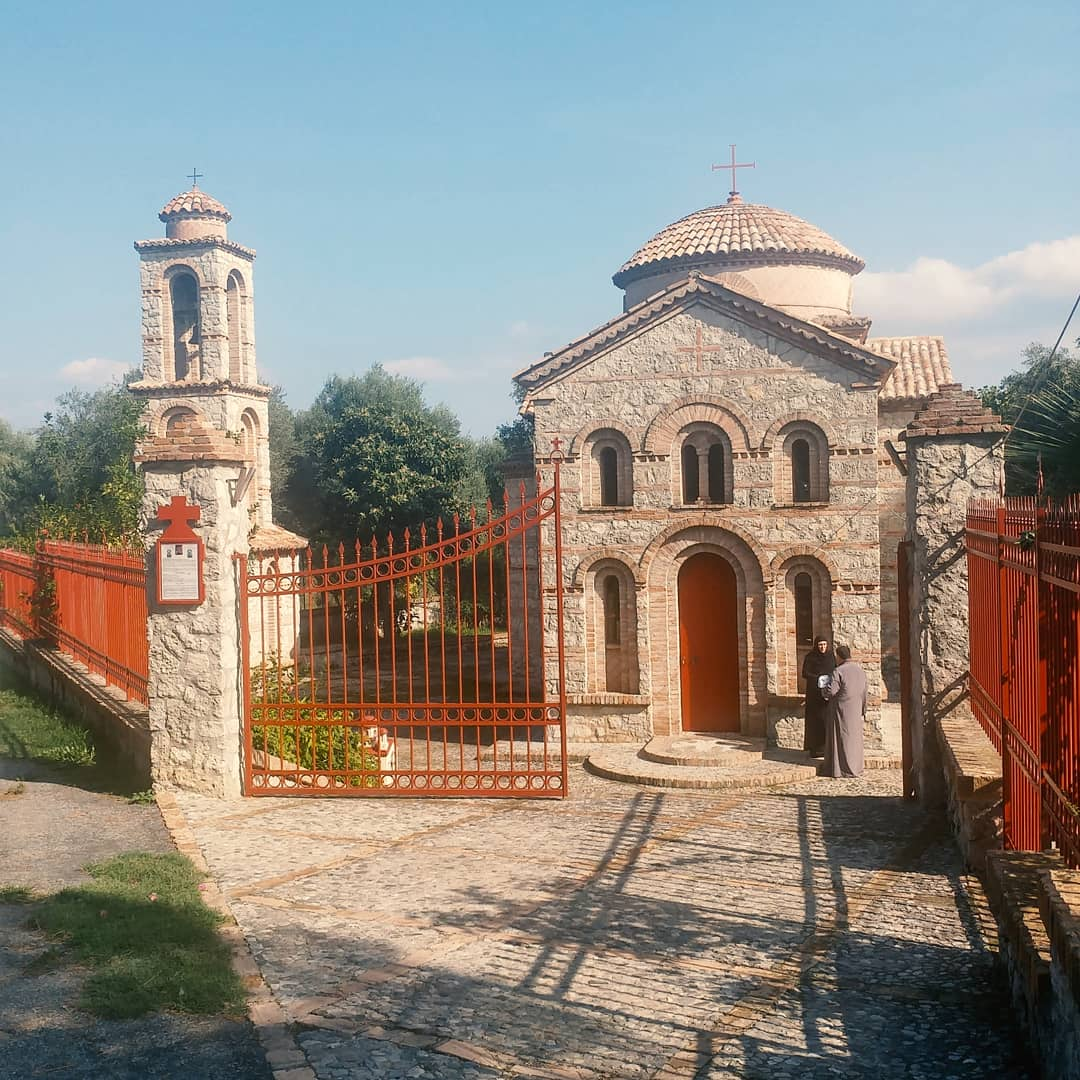
Monastère orthodoxe des Saints-Élie-et-Philarète à Seminara.
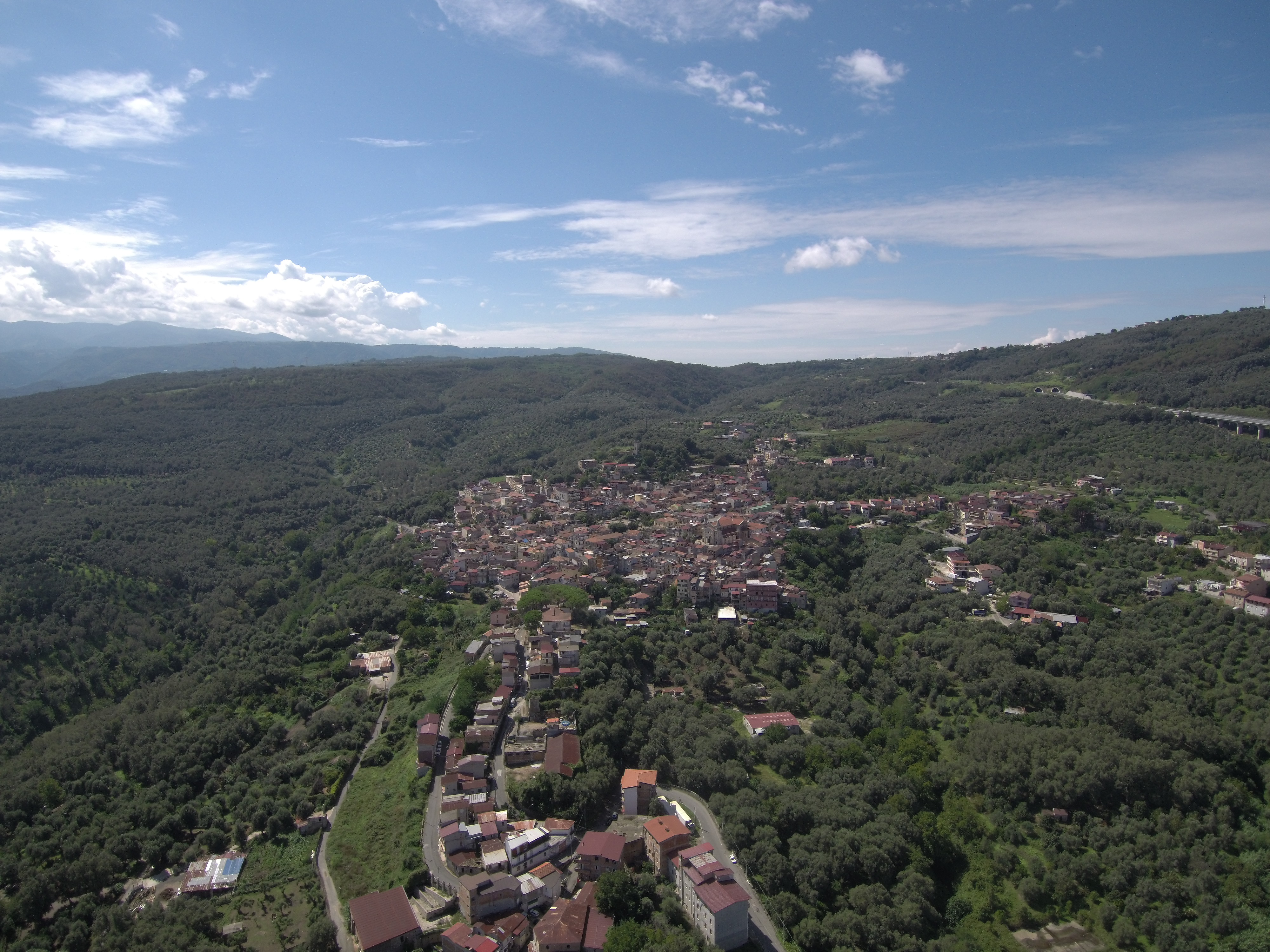
Vue générale de Seminara.
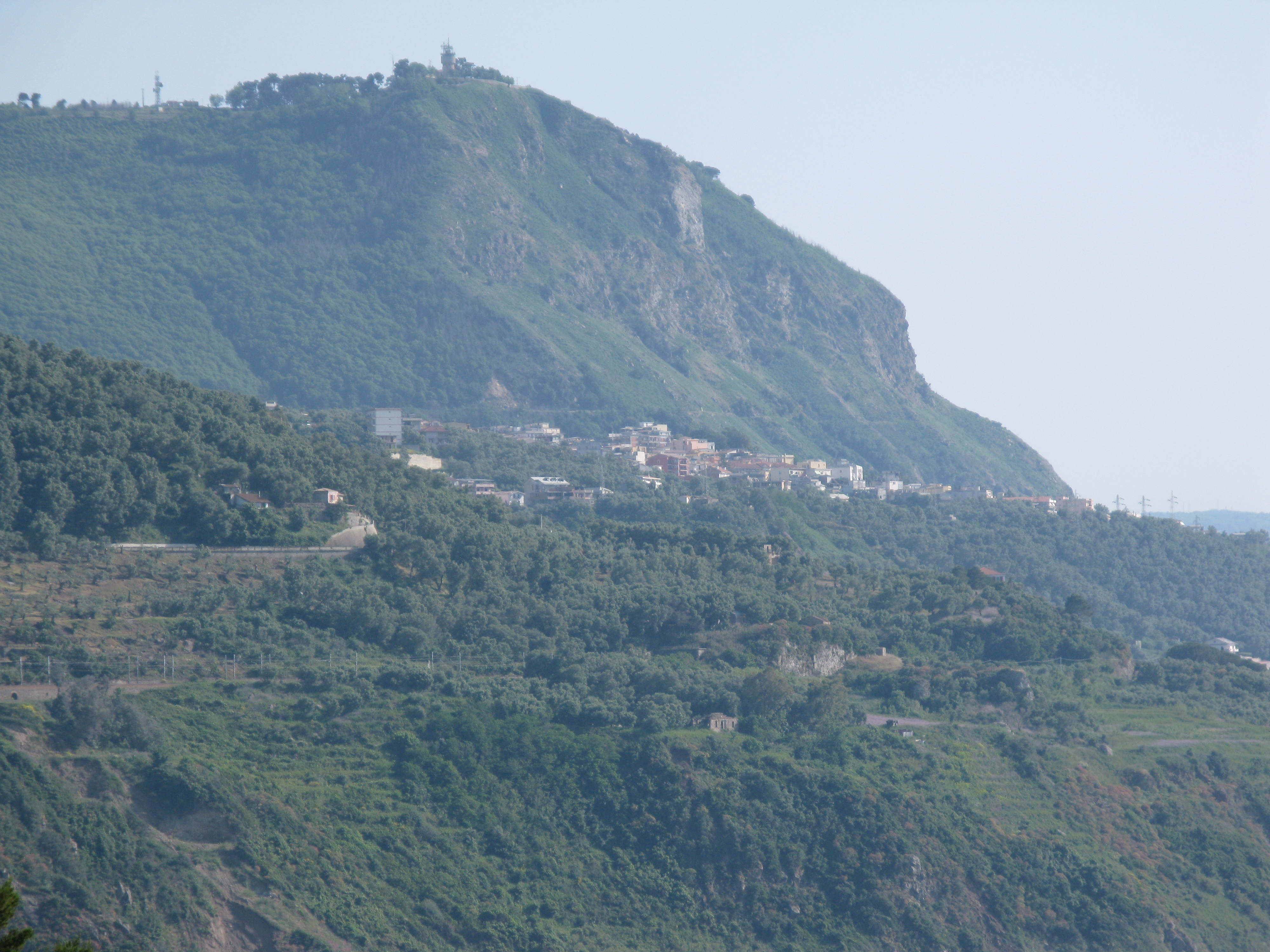
Le mont Saint Élie, anciennement Aulinas (575 m).
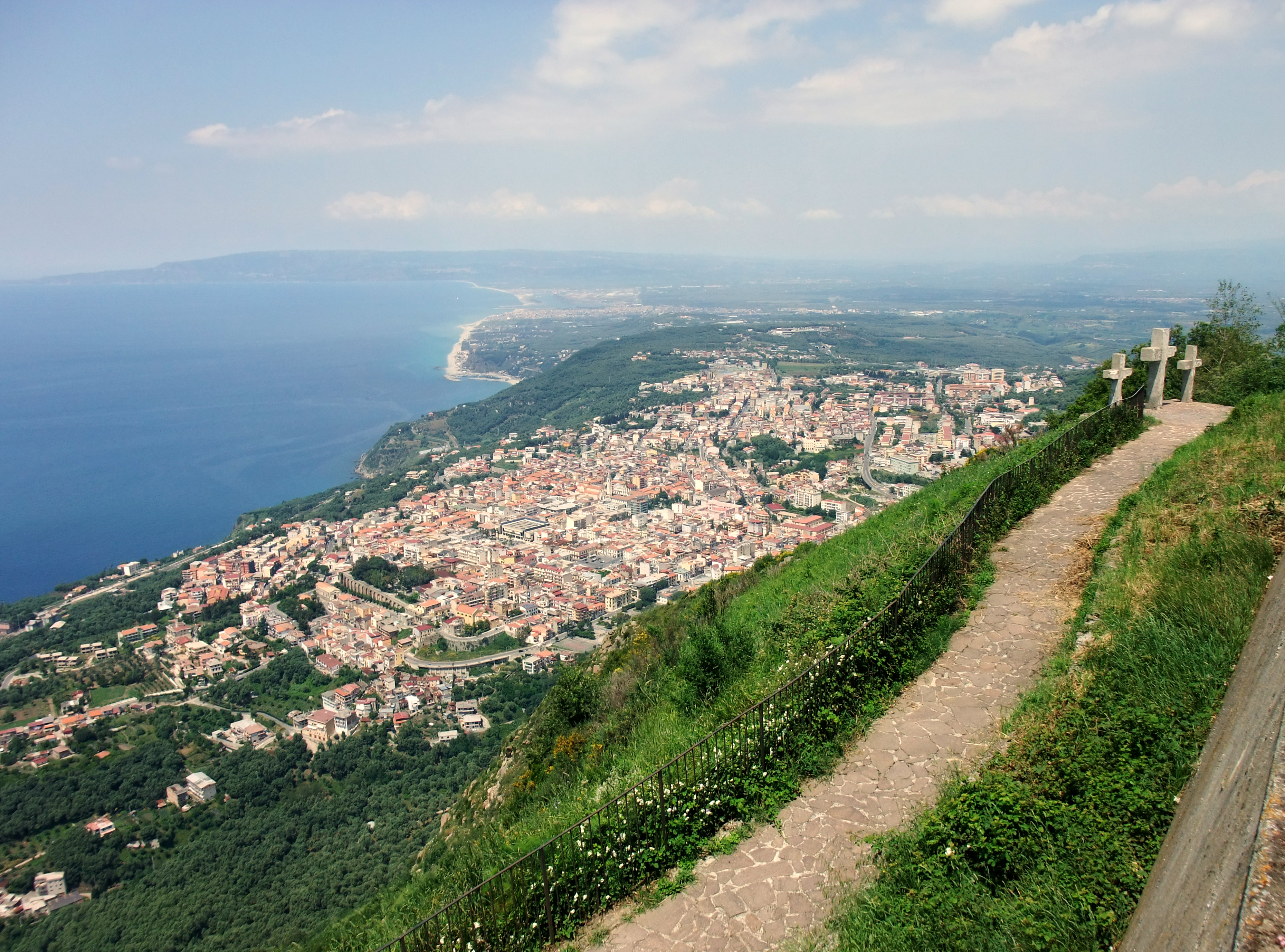
Vue générale de Palmi du mont Saint Élie.
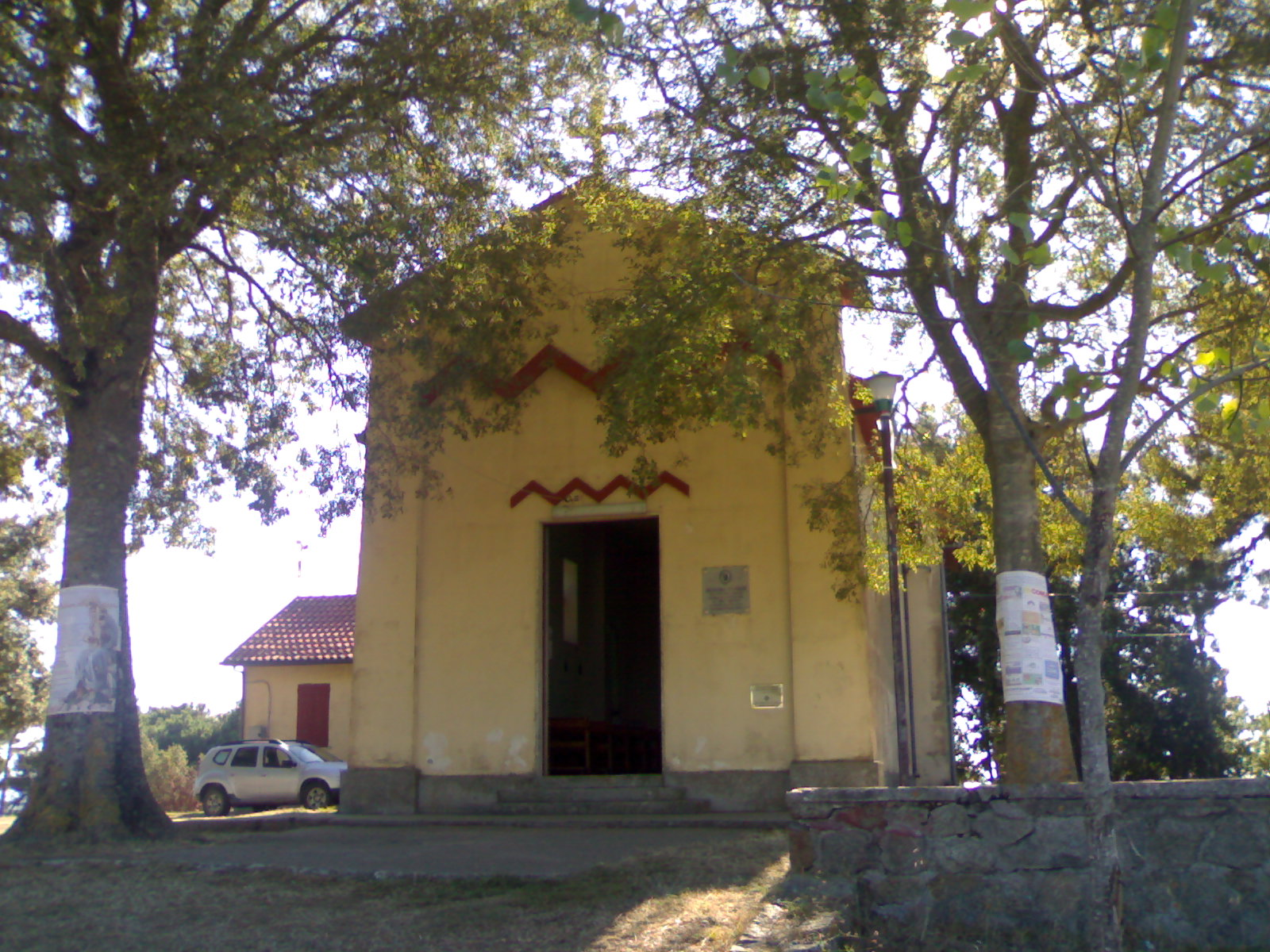
L'église Saint-Élie sur les hauteurs de Palmi.

## Culte
Quelques-unes de ses reliques ont été conservées à Galatro (en Calabre) où se trouvait également un monastère basilien portant son nom avant d'être repris par les Capucins en 1532. C'est là que vers 1200 s'est produit le miracle d'un jeune paralytique de naissance, fils d'un gouverneur, par les prières d'un moine devant le corps de saint Élie et qui resta connu. 
Un autre monastère Saint Élie (Sant'Elia) ou Saint Élie et Anastase (avec le nom d'origine) a été fondé à Carbone à la fin du Xe siècle, devenant le plus important établissement grec de Basilicate deux siècles plus tard. Il restera en fonction jusqu'en 1809.  
La mémoire d'Élie d'Enna reste liée au mont qui porte son nom et qui est toujours une destination touristique populaire. Depuis 1959, se dresse l'église de Sant'Elia bâtie en son honneur et rattachée à la ville de Palmi. Chaque année, une fête avec une procession ont lieu le 20 juillet.